# 文格峰
46°10′42.2″N 8°3′0.3″E / 46.178389°N 8.050083°E
文格峰（Wenghorn），是瑞士的山峰，位於該國南部，由瓦萊州負責管轄，屬於本寧阿爾卑斯山脈的一部分，海拔高度2,587米，每年平均降雨量2,221毫米。